# バトンロード
「バトンロード」は、KANA-BOONの楽曲で、メジャー11枚目のシングル。2017年7月12日にKi/oon Musicより発売。

## 概要
- 前作「Fighter」以来約5ヶ月ぶりのシングル。
- 表題曲は、テレビ東京系アニメ『BORUTO-ボルト- -NARUTO NEXT GENERATIONS-』 オープニングテーマ。
- 通常盤・初回限定盤の2形態で発売。初回限定盤にはドラムス担当の小泉貴裕が監督を務めた「シルエット」のPVと、そのメイキング映像を収録したDVD付き。
- 初回限定盤・通常版初回生産分には「どうでもいいオマケ014」が付属。

## 収録曲
全作詞・作曲：谷口鮪、編曲：KANA-BOON
1. バトンロード［4：41］
2. アナートマン［3：16］
タイトルは仏教用語であり、「無我」を意味する。
3. ワンダーソング［2：08］

### 初回限定盤DVD
1. 小泉が監督になるまでのドキュメンタリー
2. 「シルエット」Music Video（小泉監督編）